# Obtención de muestras para reconocimiento geotécnico
La toma u obtención de muestras es el procedimiento que consiste en recoger partes, porciones o elementos representativos de un terreno, a partir de las cuales se realizará un reconocimiento geotécnico del mismo.
Las muestras son porciones representativas del terreno que se extraen para la realización de ensayos de laboratorio. Según la forma de obtención, pueden clasificarse de forma general en dos tipos:
- Muestras alteradas: conservan sólo algunas de las propiedades del terreno en su estado natural.

- Muestras inalteradas: conservan, al menos teóricamente, las mismas propiedades que tiene el terreno "in situ".

## Muestras obtenidas encalicatas
- Muestras alteradas:

Se toman de trozos de suelo arrancado por la pala excavadora, introduciéndolo en bolsas. Si se pretende obtener la humedad del terreno, puede guardarse la muestra en un recipiente estanco, o parafinaria
La muestra debe guardarse en temperatura ambiente.
- Muestras inalteradas:

Requieren una limpieza superficial previa a la toma de la muestra, y un parafinado posterior de las caras de la muestra, en las que el suelo queda en contacto con el exterior. Pueden ser:
- En bloque: tallando a mano un bloque aproximadamente cúbico, con dimensiones superiores a 15 o 20 cm. La calidad de esta muestra es excelente.
- Cilíndrica: mediante la hinca por golpeo manual de un tomamuestras cilíndrico de diámetro no menor de 15 cm.

## Muestras obtenidas ensondeos
- Muestras alteradas:

Obtenidas de trozos de testigo o de muestras de ensayo SPT. Análogamente al caso de muestras alteradas obtenidas en calicatas, se tienen en cuenta las mismas consideraciones.
- Muestras inalteradas:

Se consiguen mediante tomamuestras adecuados. Los más utilizados son los tomamuestras abiertos de pared gruesa y el tomamuestras de pared delgada o Shelby. También, en suelos muy sensibles a la alteración inherente a la maniobra, puede utilizarse el tomamuestras de pistón de pared gruesa o delgada.
El utilizado con mayor frecuencia es el primero de los citados. Consta de un tubo cilíndrico de pared gruesa dotado de una zapata separable. El resto del tubo es bipartido (por dos generatrices), para la extracción posterior de la muestra una vez tomada. En el interior se aloja una camisa fina que generalmente es de PVC, aunque puede ser metálica, donde se introduce la muestra para enviarla al laboratorio, habiendo parafinado previamente las caras extremas para evitar pérdidas de humedad.
En suelos blandos, el grosor de la zapata provoca una fuerte alteración de la muestra. Para evitarlo, se recurre al tomamuestras de pared delgada, también denominado Shelby. En este caso, no se introduce ninguna camisa en el interior del tomamuestras, sino que la muestra se envía al laboratorio dentro del mismo tubo Shelby, convenientemente tapado y parafinado.
En suelos arcillosos muy duros o en rocas, no se pueden introducir tubos tomamuestras mediante presión o percusión: en el caso de arcillas muy firmes, la introducción del tubo tomamuestras por medio de un gran número de golpes, provoca la total alteración del suelo. Por ello, debe obtenerse la muestra con la batería de perforación. Si este suelo duro o roca requiere agua para el avance, (y esto puede dar lugar a una alteración de la muestra), se debe utilizar tubo sacatestigos doble. El testigo que va a ser enviado como muestra al laboratorio, debe ser envuelto en un mallazo y parafinado posteriormente.
- Muestras semiAlteradas

Una muestra alterada se define como aquella donde parte de ella o toda, ha sufrido una alteración tal que ha perdido la estructura que poseía in-situ, estas muestras no representan de forma real las propiedades ingenieriles de resistencia y permeabilidad del suelo. Una muestra inalterada generalmente es usada para los procesos de identificación y caracterización del suelo. Las muestras inalteradas también son usadas para preparar especímenes de laboratorio y evaluar en ellos propiedades de permeabilidad y resistencia mecánica, cuando la destinación del suelo sea como elemento de construcción.
Están constituidas por el material disgregado o fragmentado, en las que no se toman precauciones especiales para conservar las  características de estructura y humedad; no obstante, en algunas ocasiones conviene  conocer el contenido de agua original del suelo, para lo cual las muestras se envasan y  transportan en forma adecuada.
Podrán obtenerse de una excavación, de un frente, ya sea de banco o bien, de perforaciones llevadas a profundidad con herramientas especiales. Las muestras deberán ser representativas de cada capa que se atraviese, hasta llegar a una profundidad que puede corresponder al nivel más bajo de explotación, al nivel de aguas freáticas o aquel al cual sea necesario extender el estudio. 
- Datos: Q6048338